# 18024 Dobson
18024 Dobson este un asteroid din centura principală de asteroizi.

## Descriere
18024 Dobson este un asteroid din centura principală de asteroizi. A fost descoperit pe 20 mai 1999 la Oaxaca de James M. Roe. El prezintă o orbită caracterizată de o semiaxă mare de 3,19 ua, o excentricitate de 0,07 și o înclinație de 9,6° în raport cu ecliptica.